# Афінська Арена
Афі́нська Аре́на — концерт та конгрес-холл в центрі Афін на вулиці Пірея, що вміщує 2 500 глядачів, один із закладів Papatheoharis Group [Архівовано 24 травня 2013 у Wayback Machine.]. Афінська Арена знаходиться в будівлі мультикомплексу Пантеон (Pantheon). Фасад будівлі, на якому зображено небо, є роботою всесвітньо відомого скульптора, Костаса Варотсоса. Це одне з найбільших скульптурних будівель в Європі . Зал Афінської Арени побудований у вигляді амфітеатру. Крім основного залу, глядачі можуть займати місця на одному з двох балконів, а також у приватних апартаментах, де можуть розміститися від 10 до 14 чоловік в кожному .
На сцені Афінської арени виступали такі визнані зірки грецької естради, як Анна Віссі, Антоніс Ремос, Марінелла. Від 2009 року на сцені Афінської арени проходитиме міжнародний музичний фестиваль. На офіційному відкритті фестивалю виступав грецький оперний співак, соліст Ла-Скала Маріос Франгуліс.
23 та 24 вересня 2010 року на сцені Афінської Арени фінал конкурсу Eurovoice 2010 — альтернативи пісенного конкурсу Євробачення, в якому взяли участь виконавці з 33 європейських країн.
20 грудня 2013 року на сцені Афінської Арени відбулася прем'єра музичного спектаклю «Ένα ή Κανένα» з  Анною Віссі і  Антонісом Ремосом в головних ролях. Спеціально для цієї вистави був реконструйований концертний зал і Афінська Арена була перейменована в Pantheon Theater.